# Tama la gata
Tama la gata (japonès: たま)  (Kinokawa, 29 d'abril de 1999 - 22 de juny de 2015) va ser una gata calicó femella, cap d'estació i directora d'operacions a l'estació de Kishi Kinokawa a la ciutat de Wakayama al Japó. De jove, ja sabia que era divina, el que la majoria dels gats pretenen, però ella era verament particular.

## Història
L'abril de 2006, el companyia Wakayama Dentetsu (carillet elèctric de Wakayama) va convertir totes les estacions de la Línia de Kishigawa en no tripulat per reduir costos. L'atenció als passatgers es va confiar als empleats de botigues als afores locals properes a cada estació. Per l'estació Kishi, la botiguera del barri, Toshiko Koyama, va ser seleccionada. Koyama havia adoptat Tama i altres gats de carrer, i els donava menjar a l'estació.
El gener de 2007, els funcionaris del ferrocarril van decidir nomenar oficialment Tama com a cap d'estació. El seu deure principal era saludar els passatgers. El càrrec inclou un barret de cap d'estació, i en lloc d'un salari, la companyia ferroviària li oferia el menjar.
Tama la gata com a macota en un país com el Japó, apassionat per gats i gossos, va donar lloc a un increment de passatgers d'un 17% en aquest mes en comparació amb gener de 2006, les estadístiques d'usuaris del transport públic per a març de 2007 va mostrar un increment del 10% respecte a l'any anterior. Un estudi ha calculat que la publicitat al voltant de Tama ha aportat 1.100 milions de iens a l'economia local. El gener de 2008, Tama va ser promoguda «súpercap d'estació» en un acte al qual van assistir el president de l'empresa i el batle, i per aquesta promoció, és «l'única femella en un lloc de direcció» a l'empresa.

## Mort
Tama va morir el 22 de juny de 2015, a l'edat de setze anys, en un hospital per animals a la prefectura de Wakayama, per insuficiència cardíaca. Van assistir més de 3000 persones al seu funeral, en què va ser venerada com una deessa. Va rebre un monument de bronze als afores de l'estació. Nitama, que en català seria Tama II, una altra gata calicó que havia estat nomenada aprenent de cap d'estació el 2012 li va succeir.